# Elisabeth Fischer-Markgraff
Elisabeth Fischer-Markgraff (Pseudonym für Elisabeth Fischer, Geburtsname: Elisabeth Markgraff, * in Stettin, weitere Lebensdaten nicht ermittelt) war eine deutsche Schriftstellerin.

## Leben
Elisabeth Fischer-Markgraff lebte in Stettin. Sie verfasste eine Reihe von erfolgreichen Romanen, die überwiegend der „Backfischliteratur“ zuzurechnen sind.

## Werke
- Brausejahre, Stuttgart [u. a.] 1910
- Surrogate, Berlin 1910
- Sein Recht, Reutlingen 1912
- Die Wiedergänger, Magdeburg-N. 1914
- Lore im Glück, Stuttgart 1915
- Baron Uslars Nichten, Stuttgart [u. a.] 1918
- Kaleidoskop, Berlin 1919
- Um deinetwillen, Dresden 1919
- Geborgen, Berlin [u. a.] 1920
- Geschichten von der Wasserkante, Dresden 1920
- Wer ist ohne Sünde unter euch ...?, Dresden 1922
- Tummelmutt und andere altpommersche Dorfgeschichten, Stettin 1924
- Judith, Berlin 1927
- Die lustigen Leute auf Unverzagt, Berlin-Schöneberg 1927